# Raunch Hands
The Raunch Hands è un gruppo rock statunitense.

## Discografia

### Album in studio
- 1985 - El Rauncho Grande (Relativity Records)
- 1986 - Learn to Whap-A-Dang
- 1989 - Payday (Crypt Records)
- 1990 - Have a Swig (Crypt Records)
- 1992 - Fuck Me Stupid (Crypt Records)
- 2001 - Got Hate If You Want It... (Crypt Records)
- 2008 - Bigg Topp (Rock Is Pain Records)

### Album dal vivo
- 1990 - ¡¡Fiesta!! Live at the K.G.B.

### Raccolte
- 1990 - The Raunch Hands
- 1991 - Million Dollar Movie
- 1992 - Learn To Whap-A-Dang! (& A Whole Lot More) With The Raunch Hand

## Formazione
- George Sulley
- Mike Chandler
- Mike Edison
- Mike Mariconda
- Mike Tchang
- Vince Brnicevic